# Mleczna (Basse-Silésie)
Mleczna est une localité polonaise de la gmina de Jordanów Śląski, située dans le powiat de Wrocław en voïvodie de Basse-Silésie.

## Histoire
De 1742 à 1932, Mlietsch fait partie de l'arrondissement de Nimptsch dans le district de Breslau au sein de la province de Silésie.